# Lòng mức trái to
Lòng mức trái to (danh pháp khoa học: Wrightia laevis) là một loài thực vật thuộc họ Apocynaceae. Loài này có ở Queensland (Úc), Campuchia, Trung Quốc, Indonesia, Lào, Malaysia, Myanmar, Papua New Guinea, Philippines, Singapore, Thái Lan, và Việt Nam.